# Tokmok
Tokmok (kirgiz írással Токмок, oroszul Токмак [Tokmak]) város Kirgizisztánban, Csüj tartományban. Itt élt deportált magyarként 1962 és 1967 között Rákosi Mátyás.

## Neve
A „Tokmok” szó kirgizül am. „kalapács”.

## Fekvése
Az ország északi részén, a Kirgiz-hegység déli lábánál, egy völgyben helyezkedik el 816 m-es tengerszint feletti magasságban. Biskektől 56 km-re keletre, a Csu folyó déli partján terül el.

## Népesség
Lakossága 2017-ben a becslések szerint 50 000 fő volt.
A város népességének változása:
| Lakosok száma | 19 431 | 26 559 | 42 122 | 52 000 | 58 655 | 72 927 | 71 000 | 59 409 | 53 231 |
|               | 1939   | 1959   | 1970   | 1975   | 1979   | 1989   | 1991   | 1999   | 2009   |

## Közlekedés
Érinti a Biskek–Balikcsi-vasútvonal. Katonai repülőtere van.